# 넷-테이머
넷-테이머(Net-Tamer)는 셰어웨어 형태의 도스용 PPP 전화 접속 프로그램이다. 이 프로그램은 웹 브라우징, 이메일 전송 / 수신, 유즈넷 메시지 전송 / 수신, FTP 업로드 / 다운로드 등을 할 수 있다.